# W. Bruns & Co.

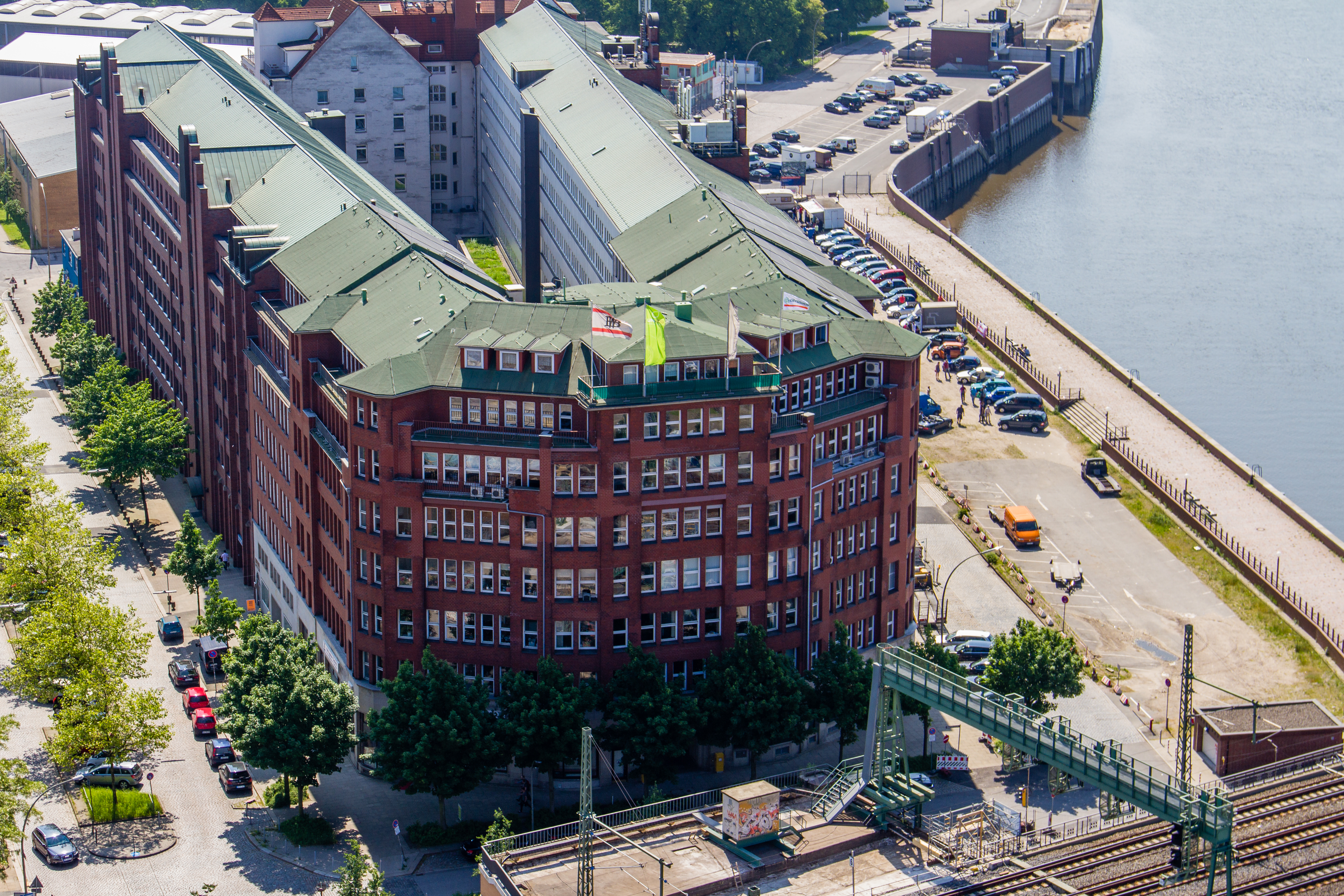
Standort der ehemaligen Reederei W. Bruns & Co. und des Fruchthandels Willy Bruns im Kopfbau des Hamburger Fruchthofs

W. Bruns & Co. war eine deutsche Reederei, die von dem Hamburger Fruchthändler Willy F. A. Bruns (1904–1998) 1950 mit der Übernahme der zwei Fruchtdampfer Casablanca und Granada ins Leben gerufen wurde.

## Geschichte
Willy Bruns war ein bedeutender Fruchthändler, der sich 1939 an den Kühlschiffen Ahrensburg und Angelburg zur Versorgung seines Unternehmens beteiligte. Mit Unterstützung anderer Fruchtimporteure gründete er 1950 eine Reederei.

### Anfänge der Reederei
Die nach den Potsdam-Regeln gebauten Fruchtdampfer Casablanca und Granada wurden 1950 von der Lübecker Flender Werft gebaut und an Bruns abgeliefert, der sie schon 1953 wieder verkaufte. Mit der Quadriga wurde von Bruns das erste deutsche Kühlschiff nach dem Krieg eingesetzt, sie wurde unter dem Namen British Columbia Express von Sigurd Herlofson in Oslo an den Fruchtgroßhändler Willy Bruns verkauft und von der Partenreederei Quadriga als erstes deutsches Kühlschiff 1951 nach dem Zweiten Weltkrieg eingesetzt. Der Name ergab sich, weil die vier Fruchthändler Bruns, Bey, Lehmann und Stier an dem Schiff beteiligt waren. Sie wurde hier für elf Jahre vorwiegend in der Bananenfahrt auf Hamburg eingesetzt, 1961 nach Fernost verkauft und 1969 in Taiwan verschrottet.
Auch die Quartole, Quadrivium und Quartett von der Lübecker Flender Werft folgten dieser Tradition, da die vier Fruchthändler daran beteiligt waren.

### Die Schiffe wurden nach Orten mit „Bruns“ benannt.

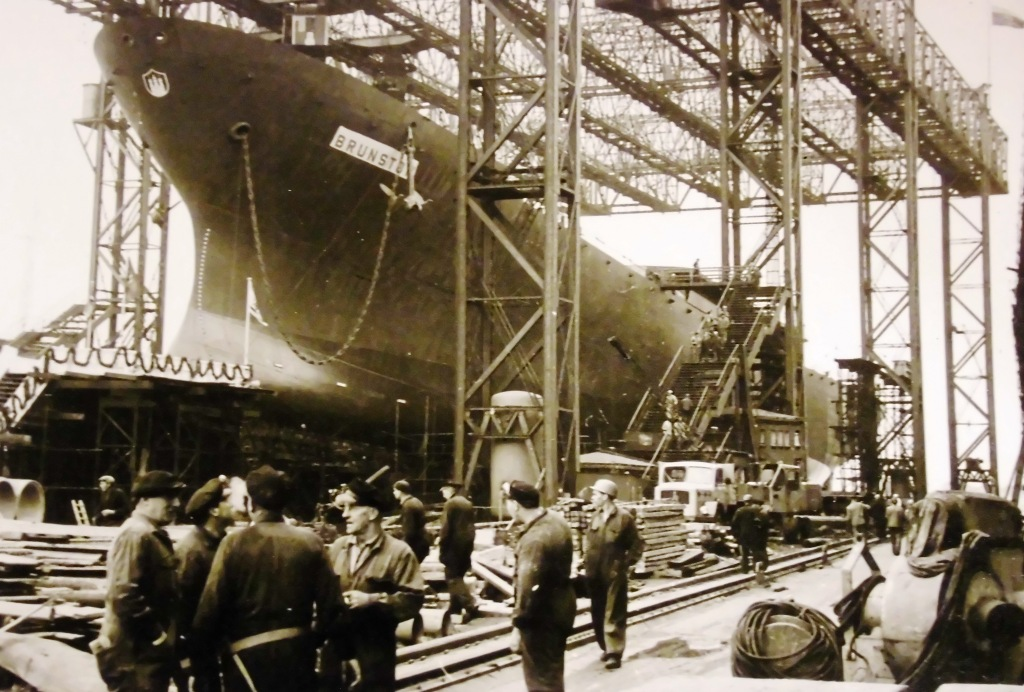
Stapellauf der Brunstor am 18. Okt. 1966, Schwester der Brunshoeft in Emden

Die folgenden Schiffe Brunsbüttel und Brunshausen, die von H. C. Stülcken Sohn 1952 abgeliefert wurden, begannen mit der Tradition der Reederei, die Schiffe nach Orten mit „Bruns“ zu benennen. In der Folgezeit wurden einige bedeutende deutsche Werften mit dem Bau von Bruns-Kühlschiffen beauftragt, da die Serien in möglichst kurzer Zeit für Bruns in Fahrt kommen sollten. Hierzu ist die Brunsbüttel 3 ein gutes Beispiel, sie wurde als Typschiff von den Howaldtswerken in Hamburg gebaut und es folgten 13 Schwesterschiffe von Blohm & Voss, Flender und den Nordseewerken.
Bruns ließ nicht nur Kühlschiffe bauen und Anfang der 1960er Jahre bestellte er bei Flender zwei 18.000 tdw Tanker, davon wurde jedoch nur die Olivia abgeliefert, der zweite Tanker wurde storniert.

### Kern der Geschäftsaktivitäten

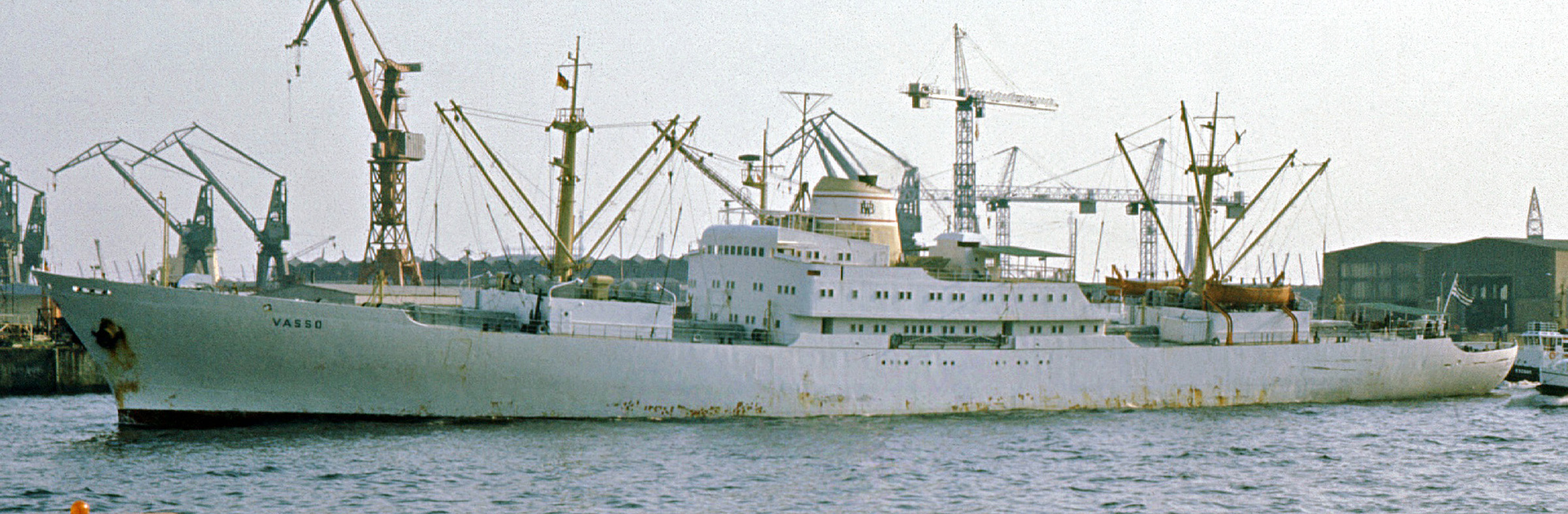
Die Vasso, ex Brunsdeich, 1973 in Bruns-Rückcharter

Die meisten Schiffe wurden von der Reederei Bruns für den Fruchttransport von Zentralamerika und Südamerika nach Hamburg eingesetzt und auf der Ballastreise wurden neue Volkswagen nach Charleston transportiert. Die zwölf gut eingerichteten Passagierkabinen, der Service und sonstigen komfortablen Einrichtungen wie Rauchsalon, Bar und Schwimmbad auf diesen Schiffen waren sehr gefragt. Die Schiffe waren daher immer ausgebucht.
Einige meistens kleinere Kühlschiffe wurden jedoch auch im internationalen Trampverkehr eingesetzt wie z. B. die 18 Jahre alte Brunsberg, die 1963 als Fort Saint Louis aus Frankreich übernommen wurde. Auch die aus Norwegen stammenden 3.000 tdw Kühlschiffe Baleares und Balsa, die in Brunstal und Brunsberg umbenannt wurden, fanden unter deutscher Flagge in der Trampfahrt Beschäftigung.
Die meisten der neuen Kühlschiffe wurden rund zehn Jahre in der Brunsflotte beschäftigt und wurden dann verkauft, oft mit einer Rückcharter, für die sie dann weitere zwei oder mehr Jahre in Brunsfarben fuhren.

### Neubauserien
Ab 1955 wurden von Bruns Neubauserien bestellt. Die erste dieser Serien begann mit der Brunshausen (2) von den Howaldtswerken AG, Kiel im Juni 1955. Die zweite Serie folgte 1959 mit der Brunseck ebenfalls von den Howaldtswerken AG, Kiel. Bei den Nordseewerken war die Bau.-Nr. 347 mit Ablieferung in 1964 bestellt. Der Vertrag wurde jedoch an die UdSSR verkauft und das Schiff kam im April 1964 als Weter in Fahrt.
Parallel zu den Verkaufsgesprächen mit der UdSSR wurde mit mehreren deutschen Werften über die dritte diesmal deutlich größere Neubauserie mit insgesamt 15 Schiffen verhandelt, das war aufgrund der kurzen Lieferzeiten notwendig. Das Typschiff kam mit der Brunsbüttel (Bau-Nr. 963) von den Howaldtswerken Hamburg und weitere 12 weitgehend baugleiche Schiffe kamen von 1963 bis 1968 von Nordseewerken sowie Blohm & Voss. Zwei weitere weitgehend baugleiche Kühlschiffe, die Brunsrode und Brunswick folgten 1969 mit leichten Änderungen von Flender.

## Geschäfte mit der UdSSR

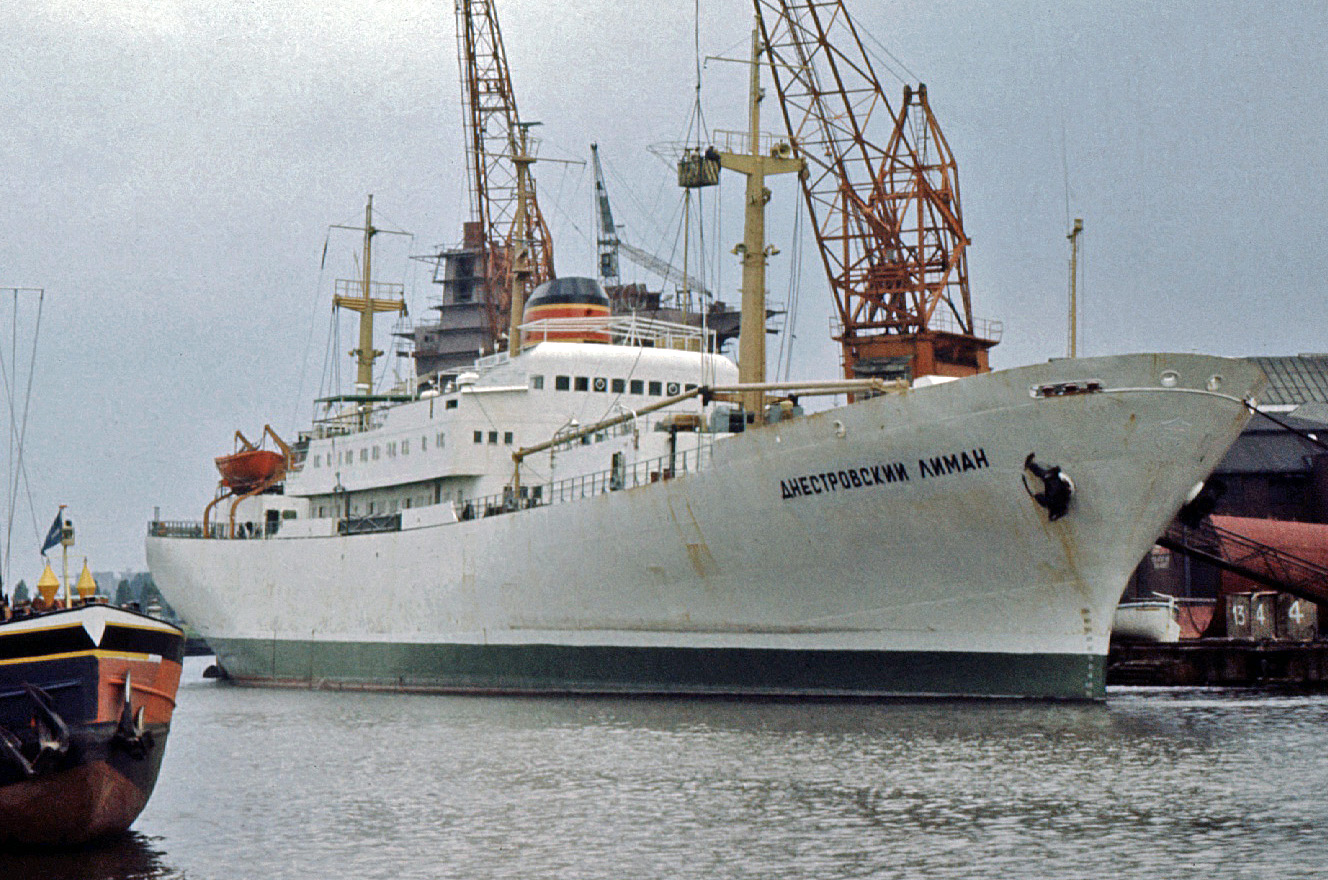
Die Dnestrovskiy Liman, ex Brunshoeft, in Emden

1963/64 verkaufte Bruns mit sieben Schiffen fast seine gesamte Kühlschiffsflotte an mehrere Reedereien in der UdSSR, die kurzfristig mehrere baugleiche Kühlschiffe aus zweiter Hand suchten. Durch einen Unfall nach der Verkaufsdockung kenterte die Brunswick beim Ausdocken, wodurch die gesamte Verkaufsaktion zu scheitern drohte. Die Amalienburg der Reederei H. Schuldt wurde als Ersatz von Bruns gekauft und damit konnte die Transaktion erfolgreich abgeschlossen werden. Nach dem Schiffsgeschäft importierte Bruns im Gegenzug erfolgreich Gefrierfilets und Klippfisch aus der Sowjetunion.
Seither bestanden gute Geschäftsbeziehungen zur UdSSR und das war wohl auch der Hintergrund für die 1965 erfolgte Übernahme eines Tragflügelboots des Typs Kometa mit dem Bruns auch die Generalvertretungsrechte für russische Tragflächenfahrzeuge in fünf europäischen Ländern übernahm. Der deutsche Markt war wohl noch nicht reif dafür, denn sie sollte im Helgoland-Verkehr eingesetzt werden. Sie wurde jedoch mangels Genehmigungen 1967 als Sindibad nach Tanger verkauft und 1983 in Algeciras abgebrochen.

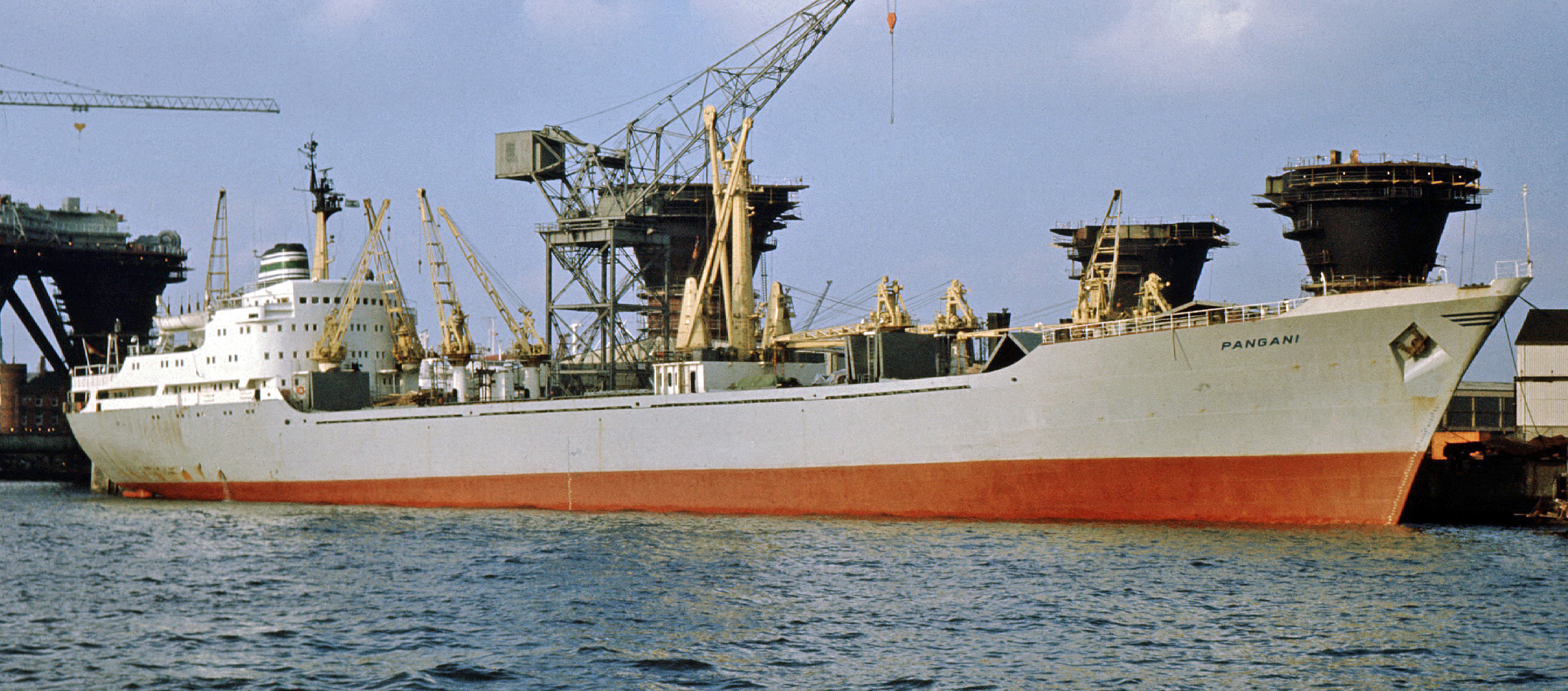
Die Pangani, ex Brunshagen, 1975 in Hamburg

Von 1968 bis 1970 kaufte Bruns aus der UdSSR von der Cherson-Werft am Schwarzen Meer sieben 10.000 BRT Linienfrachter vom Typ Bezhitza, die er nach kurzer Beschäftigung unter Brunsnamen an die Deutschen Afrikalinie (DAL) vercharterte und später an sie verkaufte.

## Ende der Geschäftstätigkeit
Die Flotte bestand 1970 aus 13 Schiffen, Anfang der 1970er Jahre wurden einige der Schiffe verkauft. Bruns plante Neubauten, jedoch hatten die Preise der deutschen Werften ein Niveau erreicht, mit denen die Kalkulation der Reederei keine Gewinne mehr ergaben. Das hing auch damit zusammen, dass die Verträge für den Autotransport auf den Ballastreisen nicht verlängert wurden. Andererseits gab es im Markt genug Kühlschiffe, d. h. Bruns konnte seine Bananen auch mit Charterschiffen transportieren. Zu dieser Zeit wurden viele Kühlschiffe jeweils für ein Jahr verchartert. Auch daher erfolgten keine Neubauaufträge und es wurden gebrauchte Schiffe gekauft. 1975 kam die Blexen von der Union zu Bruns, 1976 wurden nach einigen abwicklungstechnischen Schwierigkeiten die Maranga und London Clipper von einem britischen Bankenkonsortium gekauft. Sie waren Bestandteil von zwölf Schiffen des israelischen Fruchttransportunternehmens Maritime Fruit Carriers (MFC) aus Haifa. Eine abgegebene Offerte zur Übernahme von sechs Schiffen aus dieser Gruppe, die gemeinsam mit der Hamburg Süd gekauft werden sollten, kam nicht zum Zuge, denn Cunard kaufte die restlichen zum Verkauf stehenden zehn Kühlschiffe für 85 Mio. US $.
Die Maranga war ein Schiff vom Supercore-Typ und gehörte mit 16 gebauten Einheiten von fünf verschiedenen Bauwerften zur Bauzeit zu den größten ihrer Art. Sie fuhr als Brunsland unter deutscher Flagge. Die London Clipper vom Typ Drammen wurde in Salinas umbenannt und ging an den englischen Brunsableger Kaplana Shipping Company, London. Sie war später nach dem Verkauf an Dole als Tropical Breeze Gast im Hamburger Hafen.
Im September 1978 wurde die Fachwelt durch den Verkauf der restlichen sieben Kühlschiffe der Brunsflotte an Castle & Cooke überrascht, die später unter Dole firmierte.

## Engagement in der Kreuzfahrt

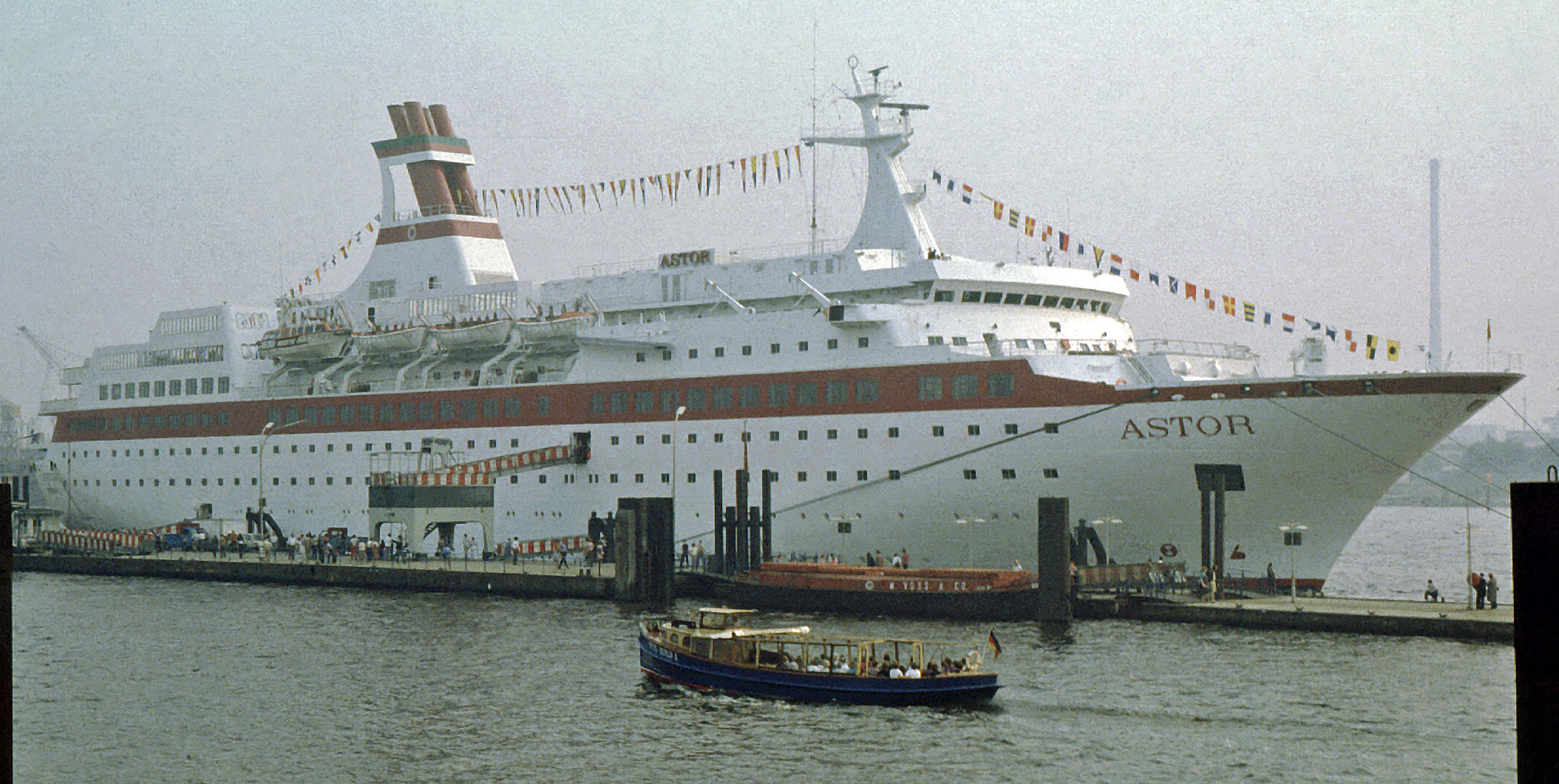
Die Astor, 1983 in Hamburg

Für die Finanzierung des Kreuzfahrtschiffes Astor wurde 1979 die Firma Kymo Verwaltungsgesellschaft für Schiffsbeteiligungen mbH & Co. KG mit einem Kapital von 34 Millionen Mark gegründet, an der sich Willy Bruns mit 40 Prozent, der Kaffeehändler Günter Herz mit 50 Prozent und die Hamburgische Landesbank mit zehn Prozent beteiligten. Mit weiteren 14 Millionen Mark Schiffbauzuschüssen des Bundes, einem Darlehen der Hadag von 64 Millionen Mark bei der Hamburgischen Landesbank wurde die Finanzierung des Schiffes sichergestellt. Nach hohen Verlusten im Betrieb, die im Wesentlichen von der Hadag und der Hansestadt Hamburg getragen werden mussten, wurde das Schiff bereits 1985 wieder veräußert.

## Kritik
In einem Bericht des Spiegel wurden 1969 die Arbeitsbedingungen auf Seeschiffen verschiedener, deutscher Reedereien angeprangert. Dort wurde auch die Reederei Bruns explizit erwähnt.

## Zwischenfälle
Nach der Verkaufsdockung bei den Howaldtswerken Hamburg kenterte die Brunswick am 18. Juni 1964 beim Ausdocken, wodurch die gesamte große Verkaufsaktion an die UdSSR zu scheitern drohte. Die Amalienburg der Reederei H. Schuldt entsprach weitgehend der Brunswick, wurde von Bruns gekauft und damit konnte die Transaktion erfolgreich abgeschlossen werden.

## Flotte
| Schiffe der Reederei W. Bruns & Co. | Schiffe der Reederei W. Bruns & Co. | Schiffe der Reederei W. Bruns & Co. | Schiffe der Reederei W. Bruns & Co. | Schiffe der Reederei W. Bruns & Co. | Schiffe der Reederei W. Bruns & Co. |
| Bauname                             | Schiffsart                          | Bauwerft/ Baunummer                 | IMO-Nummer                          | Ablieferung                         | Umbenennungen und Verbleib |
| ----------------------------------- | ----------------------------------- | ----------------------------------- | ----------------------------------- | ----------------------------------- | --- |
| Casablanca                          | Fruchtschiff                        | Flender/ 404                        | keine                               | April 1950                          | 1964 Pacific Conqueror, 1965 Valley, 1965 Tharos, im November 1965 nach Explosion ausgebrannt und ab 11. Dezember 1966 bei Cantieri Ditta Lotti in La Spezia verschrottet. |
| Granada                             | Fruchtschiff                        | Flender/ 405                        | 5134789                             | Mai 1950                            | 1964 Maite Smith, 1966 Hylda Lee, 1967 Ekberg, 1968 Joseph H., am 3. Oktober 1969 an der Nordküste der Ile du Bic verunglückt und ab Juni 1971 durch A. Tardit in Levis verschrottet. |
| British Columbia Express            | Kühlschiff                          | Götaverken/ 500                     | 5069996                             | November 1936                       | 1951 als Quadriga an Bruns, 1961 Chiau Kuo, ab 15. Juni 1969 durch Tung Ho Steel Enterprise Corporation in Kaohsiung verschrottet. |
| Brunshausen                         | Stückgut- und Kühlschiff            | Stülcken/ 769                       | 5074343                             | Mai 1952                            | 1953 Ciudad de Bucaramanga, 1965 Diana, 1970 Freattys, 1971 Armonia, 1973 Ria M., 1974 Martha S., 1975 Caribbean Arrow, 1980 verschrottet. |
| Brunsbüttel                         | Stückgut- und Kühlschiff            | Stülcken/ 770                       | 5074434                             | Oktober 1952                        | 1953 Ciudad de Cucuta, 1964 Angela, 1971 Kimon, 1975 Kimon M., 1978 zum Abbruch nach Pakistan verkauft aber am 12. Dezember 1978 auf einer Reise von Iskenderun nach Bombay mit Linsen vor Abu Nuhas gesunken. Heute beliebtes Tauchziel.                                                              |
| Quartole                            | Kühlschiff                          | Flender/ 428                        | 5287809                             | September 1952                      | 1964 Palana, 1977/78 aus dem Register gestrichen. |
| Quadrivium                          | Kühlschiff                          | Flender/ 429                        | 5287756                             | November 1952                       | 1964 De Kastri, 1980 in der Sowjetunion verschrottet. |
| Quartett                            | Kühlschiff                          | Flender/ 452                        | 5412258                             | März 1955                           | 1963 Kuba, 1985/86 als Hulk aus dem Register gestrichen. |
| Brunshausen                         | Kühlschiff                          | Howaldtswerke Kiel/1014             | 5415767                             | Juni 1955                           | 1963 bei den Howaldtswerken Hamburg zum Fisch-Tiefkühlschiff Havana umgebaut, 1986 in Naantali aufgelegt, 1987 verschrottet. |
| Brunsbüttel                         | Kühlschiff                          | Howaldtswerke Kiel/1017             | 5417193                             | November 1955                       | 1963 bei den Howaldtswerken Hamburg zum Fisch-Tiefkühlschiff Playa Hiron umgebaut, 1976 Plaiya Khiron, 1992 aus dem Register gestrichen. |
| Brunswick                           | Kühlschiff                          | Stülcken/ 856                       | 5054288                             | August 1956                         | 1965 bei Stülcken zum Tiertransporter Ceres umgebaut, 1973 Codan, ab 28. Juli 1979 durch Shin Won Steel & Iron in Pusan verschrottet. |
| Olivia                              | Tankschiff                          | Flender/ 495                        | 5262665                             | 2. Februar 1959                     | 1969 Bente Brovig, 1979 Blossom, am 31. Dezember 1980 auf einer Ballastreise von Port de Bouc nach Taranto etwa 50 Seemeilen westlich von Sardinien nach Explosion im Vorschiff in zwei Teile gebrochen. Vorschiff gesunken, Achterschiff am 11. Januar 1981 bei Cap Farina gestrandet und aufgegeben. |
| Brunseck                            | Kühlschiff                          | Howaldtswerke Kiel/1075             | 5054252                             | Juni 1959                           | 1964 Passat, 1992 aus dem Register gestrichen. |
| Brunsholm                           | Kühlschiff                          | Howaldtswerke Kiel/1120             | 5054276                             | März 1960                           | 1964 Bora, ab 30. Oktober 1986 durch Desguaces Heme in Gijon verschrottet. |
| Brunsdeich                          | Kühlschiff                          | Howaldtswerke Kiel/1121             | 5054240                             | 11. April 1961                      | 1964 Musson, ab 2. April 1995 durch Sanjay Sales Corporation in Alang abgebrochen. |
| Oregon Express                      | Kühlschiff                          | Oresundsvarvet/ 63                  | 5401950                             | 15. Oktober 1945                    | 1950 Fort Saint Louis, 1963 Brunsberg, 1965 Fu Jen, ab 10. Dezember 1973 durch Jui Ho Steel & Iron Works in Kaohsiung abgebrochen. |
| Brunsbüttel                         | Kühlschiff                          | Howaldtswerke Hamburg/963           | 6405197                             | Dezember 1963                       | 1967 Uragan, ab 27. Januar 1995 durch Vikras Shipping Corporation in Alang verschrottet. |
| Brunshausen                         | Kühlschiff                          | Blohm & Voss/ 829                   | 5426558                             | 30. Oktober 1963                    | 1966 Tsiklon, ab 15. Juni 1995 durch Jain Ship Breaking Company in Bombay verschrottet. |
| Brunsland                           | Kühlschiff                          | Blohm & Voss/ 830                   | 6406347                             | 29. Februar 1964                    | 1971 Benadir, 19 ab 4. Juli 1985 durch Al-Hamd International in Gadani verschrottet. |
| Brunskoog                           | Kühlschiff                          | Flender/ 542                        | 6405202                             | März 1964                           | 1972 Rosaria, 1977 Taro, 1979 Avanti, am 31. Juli 1980 auf einer Reise von Buenos Aires zum Mittelmeer mit Fleisch und Stückgut in Rio Grande in Brand geraten und verlorengegangen. |
| Brunsgard                           | Kühlschiff                          | Howaldtswerke Hamburg/964           | 6411500                             | Mai 1964                            | 1971 Katingaki, 1976 Vera U., 1979 Royal Star, 1984 Nissos Nios, ab 27. April 1985 durch Anhui Import Export Corporation in Shanghai abgebrochen. |
| Brunskappel                         | Kühlschiff                          | Flender/ 543                        | 6412669                             | Mai 1964                            | 1972 Aspassia, 1977 Playas, 1981 Aegean Spirit, ab 7. Mai 1985 durch Noori Trading Corporation in Gadani verschrottet. |
| Brunseck                            | Kühlschiff                          | Flender/ 544                        | 6406335                             | Juli 1964                           | 1971 Elita, 1976 Susie U., 1980 Chios Reefer, am 3. August 1983 auf einer Reise von Rotterdam nach Piräus in Brand geraten am 4. August auf 36°47,54'N; 014°28,6'E gesunken. |
| Bonita                              | Kühlschiff                          | Bremer Vulkan/ 841                  | 5414684                             | März 1956                           | 1963 Amalienburg, 1964 Tauysk, 1996 aus dem Register gestrichen. |
| Brunsholm                           | Kühlschiff                          | Blohm & Voss/ 835                   | 6417401                             | 26. November 1964                   | 1972 Lily, 1977 Ronirel, 1978 Pacific Fruit, 1981 Comfort, ab 3. Dezember 1984 durch Chien Yu Steel Industrial Company in Kaohsiung verschrottet. |
| Brunsdeich                          | Kühlschiff                          | Flender/ 553                        | 6508274                             | Mai 1965                            | 1972 Vasso am 31. Januar 1975 auf einer Ballastreise vor Sokotra gestrandet und aufgegeben. |
| Kometa                              | Tragflächenboot                     | Poti/ 629                           | 6874910                             | 1965                                | 1968 Sindibad, 1983 verschrottet. |
| Baleares                            | Kühlschiff                          | Verschure/ co377                    | 5034525                             | Oktober 1959                        | 1966 Brunstal, 1970 Salta, 1977 Gema, 1985 Salta, ab 5. März 1986 durch Estaleiro Só in Porto Alegre verschrottet. |
| Balsa                               | Kühlschiff                          | Verschure/ co378                    | 5034977                             | September 1960                      | 1966 Brunsberg, 1970 Leneverett, ab 8. August 1980 durch Chi Young Steel Enterprise Company in Kaohsiung verschrottet. |
| Brunshoeft                          | Kühlschiff                          | Nordseewerke/ 388                   | 6616801                             | November 1966                       | 1975 Dnestrovskiy Liman, ab 6. August 1994 durch Khanbhai Yusufbhai in Alang abgebrochen. |

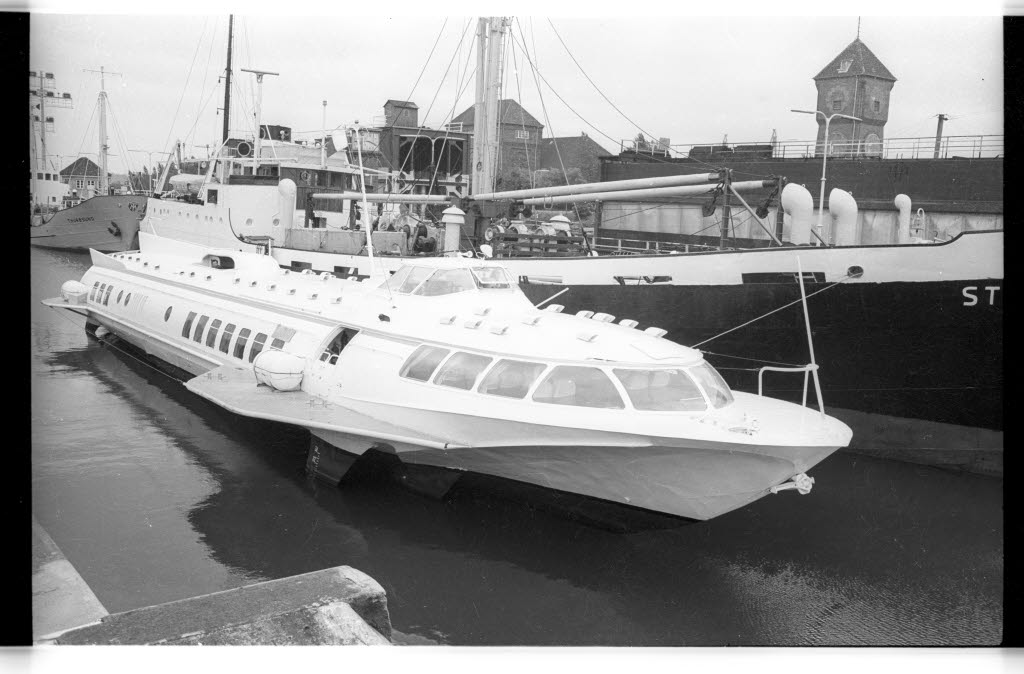
Tragflächenboot vom Typ Kometa

| Brunstor                            | Kühlschiff                          | Nordseewerke/ 389                   | 6622769                             | Februar 1967                        | 1975 Dneprovskiy Liman, ab 12. August 1996 durch Gianpatrai Jaigopal in Alang abgebrochen. |
| Brunswick                           | Stückgutschiff                      | Khersonskiy/ 1317                   | 6910659                             | 14. Dezember 1967                   | 1968 Palabora, 1979 Westgate, ab August 1986 in Beihai verschrottet. |
| Brunshausen                         | Kühlschiff                          | Howaldtswerke Hamburg/999           | 6802204                             | Februar 1968                        | 1978 Tropical Sun, ab 29. April 1998 durch Rushil Industries in Alang verschrottet. |
| Brunskamp                           | Stückgutschiff                      | Khersonskiy/ 1318                   | 6825672                             | 7. Juni 1968                        | 1969 Polana, 1983 ETC Polana, ab 1. Oktober 1983 durch Noori Trading Corporation in Gadani verschrottet. |
| Brunshagen                          | Stückgutschiff                      | Khersonskiy/ 1320                   | 6901581                             | 31. August 1968                     | 1969 Pangani, 1980 Albany, ab 23. Dezember 1984 durch Pao Fuat Steel & Iron Works Company in Kaohsiung abgebrochen. |
| Brunsbüttel                         | Kühlschiff                          | Howaldtswerke Hamburg/1002          | 6827527                             | Dezember 1968                       | 1978 Tropical Queen, ab Juni 1993 in Shanghai verschrottet. |
| Brunsrode                           | Kühlschiff                          | Flender/ 572                        | 6829836                             | Januar 1969                         | 1978 Tropical Sea, 1988 Victory Reefer, 1989 Delos Reefer, 1990 Davao Trader, ab Mai 1993 in China verschrottet. |
| Brunswick                           | Kühlschiff                          | Flender/ 573                        | 6906713                             | Februar 1969                        | 1978 Tropical Gold, 1987 Kea Reefer, 1990 Network Sparrow, ab Juni 1993 in China verschrottet. |
| Brunshorst                          | Stückgutschiff                      | Khersonskiy/ 1324                   | 7032856                             | 5. August 1970                      | 1971 Pelindaba, 1983 Armonia, 1985 An Lung, ab 13. September 1985 in Xingang verschrottet. |
| Brunstorf                           | Stückgutschiff                      | Khersonskiy/ 1325                   | 7032868                             | 30. September 1970                  | 1972 Pongola, 1983 New Faith, am 25. November 1985 auf Grund gelaufen und mit schweren Bodenschäden nach Dubai geschleppt, ab 27. März 1986 durch Adam Steel in Gadani verschrottet. |
| Brunshain                           | Stückgutschiff                      | Khersonskiy/ 1326                   | 7044134                             | 16. November 1970                   | 1971 Pebane, 1982 Peban, 1988 Pena, ab 22. April 1988 durch Lung Ching Steel Enterprise Company in Kaohsiung abgebrochen. |
| Brunsbrock                          | Stückgutschiff                      | Khersonskiy/ 1327                   | 7044122                             | 21. Dezember 1970                   | 1971 Paranga, 1980 Payime, 1984 New Fame, 1988 Whitley Bay, ab 20. Juli 1991 durch Siddique in Sitalpur verschrottet. |
| Babitonga                           | Stückgutschiff                      | Austin & Pickersgill/ 888           | 7329508                             | 13. Oktober 1973                    | 1974 Vermelha, 1974 Porto Alegre, 1980 Giorgis, 1989 Lisse, 1991 Trixie, 1993 Ocean Pilgrim, 1995 Panda Faget, ab 3. Februar 1999 durch Kathiawar Steels in Alang verschrottet. |
| Augustenburg                        | Kühlschiff                          | Howaldtswerke Hamburg/974           | 6523169                             | Dezember 1965                       | 1972 Blexen, 1975 Brunskamp, 1978 Tropical Moon, 1986 Rio Vinces, 1987 Tropical Moon, ab 6. Mai 1993 durch Malvi Shipbreaking in Alang abgebrochen. |
| Maranga                             | Kühlschiff                          | Nylands Verksted/ 654               | 7219090                             | 1. Dezember 1972                    | 1976 Brunsland, 1978 Tropical Land, 1986 Rio Guayas, 1997 Tropical Land, 2008 Tropical Sand, am 19. Juni 2008 in Chittagong zum Abbruch gestrandet. |
| London Clipper                      | Kühlschiff                          | Smith’s Dock/ 1319                  | 7214571                             | 25. August 1972                     | 1976 als Salinas an Bruns, 1978 Tropical Breeze, 1986 Rio Santa Rosa, ab 17. Oktober 1993 durch Evergreen Ship Breaking in Chittagong verschrottet. |
| Daten: Miramar Ship Index           |                                     |                                     |                                     |                                     | |